# Tiggarstav
Tiggarstav (Plagiobothrys scouleri) är en strävbladig växtart som först beskrevs av William Jackson Hooker och Arn., och fick sitt nu gällande namn av Ivan Murray Johnston. Enligt Catalogue of Life ingår Tiggarstav i släktet tiggarstavar och familjen strävbladiga växter, men enligt Dyntaxa är tillhörigheten istället släktet tiggarstavar och familjen strävbladiga växter. Arten förekommer tillfälligt i Sverige, men reproducerar sig inte.

## Underarter
Arten delas in i följande underarter:
- P. s. cusickii
- P. s. hispidulus